# Rue Jules-Guesde (Levallois-Perret)
Pour les articles homonymes, voir Rue Jules-Guesde.
La rue Jules-Guesde est une voie de communication située à Levallois-Perret.

## Situation et accès
Cette rue commence rue Curnonsky à la limite de Levallois-Perret et de Paris, et se termine quai Charles-Pasqua.
Elle traverse ainsi l'intégralité de la ville selon un axe nord-ouest / sud-est.
Elle croise notamment la rue Jean-Jaurès, la rue Aristide-Briand, et la rue Paul-Vaillant-Couturier.

## Origine du nom
Son nom rend hommage à Jules Guesde (1845-1922), homme politique français.

## Historique
La rue Jules-Guesde traversait précédemment la zone non constructible entourant Paris et était prolongée par la rue de Senlis, côté parisien. Son extrémité sud fut annexé en 1930 par la capitale qui y construisit ultérieurement le boulevard périphérique. Bien que celui-ci fut rapidement couvert à cet endroit (tunnel Courcelles) la rue Jules-Guesde est dès lors restée interrompue à hauteur de rue Curnonsky, obligeant à un détour par la rue Raymond-Pitet et le boulevard de Reims pour relier les deux côtés historiques de cet axe.

## Bâtiments remarquables et lieux de mémoire
C'est à l'angle de cette rue et de la rue Baudin que François Meunier installe en 1913 une chocolaterie, dans un immeuble de briques rouges de cinq étages,.